# 방영화
방영화(方永化, 1872년 ~ 1958년)는 조선국 관료 출신 대한제국 독립운동가, 외교관 겸 정치인이다.
본관은 온양(溫陽), 호(號)는 산남(山南)이며 스페인어 이름은 봉크스 크리스티아노 방날도 방(Bhoxz Christiano Bangnaldo Bhang)이다. 한국계 쿠바인들에게는 까를로스 까라까스(Carlos Caracas)라고도 불리었다.

## 주요 이력

### 청년 시절과 중년 시절
1890년 음서로 조선국 관직에 천거되었고 1893년 조선국 관료 직책을 사임하여 그 후 대한제국 유자(大韓帝國 儒者)로 활동한 그는 1899년 개신교 장로회 귀의하였으며 1902년에 미국 이주를 거쳐 1903년에 미국 영구거주권 취득을 한 그는 1906년에 멕시코로 재이주하였고 1907년 개신교 장로회 이탈 및 천주교 귀의하였으며 1908년에 미국 영구거주권 포기와 함께 멕시코 시민권 취득하였다. 1912년 멕시코에서 대한인국민회 오하키나 지방의회 평의원, 1913년 멕시코시티지방회 총무, 1926년 탐피코지방회 법무, 1927~1930년 총무, 1933년 회장 등으로 활동하였다.

### 미국과 멕시코에서의 독립 운동
1905년 12월 미국 캘리포니아주에서 대동교육회를 조직하였으며 1907년 정치적 운동을 목적으로 하는 대동보국회 결성에 적극 참가하였고 1916년을 전후한 시절에 수차례 국민의무금ㆍ독립의연금 등을 납부했으며, 1923년 미국 시카고에서 한국독립연구회를 창립하여 간사로 활동하기도 하였고, 1931년과 1944년 이후로 신한민보와 북미시보에 사설을 게재하여 재미한인들에게 민족의식 고취를 하는 데 앞장 섰다.

### 만년
1938년에 상배(喪配)하여 부인의 유골을 화장 후 시우다드 데 메히코 야산에 뿌린 그는 1945년 8월 15일 조선 광복을 멕시코 수도 시우다드 데 메히코에서 목도하였고 그 후 1946년 2월 초순에 미국 뉴 멕시코 주 샌타페이로 건너가 샌타페이에서 대한민국 귀국을 채비하였고 2년 후 대한민국 귀국 작전에 다다르던 차에 결국 1948년 8월, 미국 로스 앤젤레스에 거주하던 중 이승만 정권의 불신으로 인하여 대한민국 입국이 거부되었고 그 후 자녀들이 상시 거주하던 멕시코 칸쿤과 쿠바 아바나와 미국 로스앤젤레스 등을 전전하며 농사 등으로 소일하였는데 저혈압 증세가 악화되면서 1958년 2월 20일을 기하여 미국 캘리포니아주 로스 앤젤레스 소재 장남 사저에서 장남 내외와, 남동생 부부와 처제 부부가 임종을 지켜보는 가운데 별세하였다.
그의 유해는 화장하여 로스 앤젤레스 땅에 뿌려졌으며 역시 사후 그의 자녀들은 모두 각각 미국과 멕시코와 쿠바에 거주하였다.

## 사후
대한민국 정부에서는 그의 공훈을 기리고자 2015년 3월 1일을 기하여 대한민국 대통령 표창장 추서를 하였다.